# Notti sul ghiaccio
Notti sul ghiaccio è stato un programma televisivo italiano in onda nel 2006, 2007 e 2015 su Rai 1 in prima serata, condotto da Milly Carlucci. Prodotto dalla Endemol Italia, il programma è basato sul format inglese Dancing on Ice in onda su ITV.

## Il programma
Notti sul ghiaccio è un talent show in cui un gruppo di concorrenti vip, in coppia con pattinatori professionisti, si sfidano in una gara di pattinaggio sul ghiaccio, giudicati da una giuria artistica e da una giuria tecnica. Spesso in Italia il format di Notti sul ghiaccio è stato descritto come uno spin off del ben più famoso format di Ballando con le stelle a causa della presenza di Milly Carlucci alla conduzione di entrambi i programmi e di molte somiglianze, ma i due programmi derivano da due diversi produttori britannici (ITV per il primo, BBC per il secondo).
La prima edizione è andata in onda dal 22 aprile al 3 giugno 2006 condotto da Milly Carlucci con la partecipazione di Stefano Masciarelli e della campionessa olimpica di pattinaggio di figura Carolina Kostner in veste di ospite speciale per tre puntate; la prima edizione è stata vinta dalla coppia formata dal presentatore Massimiliano Ossini e dalla pattinatrice Silvia Fontana.
Visti gli ottimi ascolti ottenuti dalla prima edizione, le reti RAI crearono una nuova edizione: la seconda edizione, sempre condotta da Milly Carlucci (ma questa volta senza venir affiancata da partner nella conduzione), è andata in onda dal 17 febbraio al 14 aprile 2007 su Rai 1 ed è stata vinta dalla coppia formata dall'attore Ludovico Fremont e dalla pattinatrice Silvia Fontana; in questa seconda edizione gli ascolti calarono notevolmente scendendo ad un livello (poco al di sopra del "livello minimo" del 22,60% di share e poco sopra alla "soglia minima" dei 4 milioni di telespettatori) inaccettabile secondo lo standard televisivo di quel tempo (inverno 2007).
Nel 2015, dopo 8 anni di pausa, dal 21 febbraio al 21 marzo il programma torna in onda con una terza edizione, sempre con la conduzione di Milly Carlucci e viene vinta da Giorgio Rocca.

## Edizioni
| Edizione | Rete  | Inizio           | Fine           | Puntate | Conduttrice    | Co-conduttore       | Giuria              | Giuria              | Giuria            | Giuria                  | Giuria         | Giuria          | Coppie in gara | Coppia vincitrice   | Coppia vincitrice |
| -------- | ----- | ---------------- | -------------- | ------- | -------------- | ------------------- | ------------------- | ------------------- | ----------------- | ----------------------- | -------------- | --------------- | -------------- | ------------------- | ----------------- |
| 1ª       | Rai 1 | 22 aprile 2006   | 27 maggio 2006 | 6       | Milly Carlucci | Stefano Masciarelli | Evelina Christillin | Matilde Ciccia      | Arnaldo Colasanti | Alessandro De Leonardis | Edwige Fenech  | Vittorio Sgarbi | 12             | Massimiliano Ossini | Silvia Fontana    |
| 2ª       | Rai 1 | 17 febbraio 2007 | 14 aprile 2007 | 8       | Milly Carlucci | Non presente        | Evelina Christillin | Fabio Canino        | Fabio Canino      | Alessandro De Leonardis | Alba Parietti  | Alba Parietti   | 12             | Ludovico Fremont    | Silvia Fontana    |
| 3ª       | Rai 1 | 21 febbraio 2015 | 21 marzo 2015  | 5       | Milly Carlucci | Non presente        | Marco Liorni        | Selvaggia Lucarelli | Enzo Miccio       | Gabriella Pession       | Simona Ventura | Simona Ventura  | 11             | Giorgio Rocca       | Eve Bentley       |

### Prima edizione
Conduttore: Milly Carlucci - Co-conduttore: Stefano Masciarelli - Inizio trasmissione: 22 aprile 2006 - Fine trasmissione: 3 giugno 2006 - Coppie in gara: 12 - Coppia vincitrice: Massimiliano Ossini e Silvia Fontana.

#### Classifica
1. Massimiliano Ossini - Silvia Fontana (37%)
2. Dennis Fantina - Marilù Guarnieri (34%)
3. Milo Infante - Veronika Kočí (29%)
4. Alberto Rossi - Marta Grimaldi
5. Edelfa Chiara Masciotta - Laurent Tobel
6. Eleonora Brigliadori - Igor Di Gregorio
7. Barbara Matera - Federico Uslenghi
8. Manuela Moreno - Fabrizio Pedrazzini
9. Nina Soldano - Scott Foster
10. Alba Parietti - Luca Mantovani
11. Guido Bagatta - Gloria Agogliati
12. Enzo Salvi - Marina Natalino

#### Giuria
- Giuria artistica: Arnaldo Colasanti, Edwige Fenech, Vittorio Sgarbi
- Giuria tecnica: Evelina Christillin, Matilde Ciccia, Alessandro De Leonardis

#### Ascolti
| Puntata | Messa in onda                                | Telespettatori | share  | Fonte  |
| ------- | -------------------------------------------- | -------------- | ------ | ------ |
| 1       | 22 aprile 2006                               | 6 158 000      | 30,04% | [ 5 ]  |
| 2       | 29 aprile 2006                               | 6 067 000      | 25,34% | [ 6 ]  |
| 3       | 6 maggio 2006                                | 5 637 000      | 24,88% | [ 7 ]  |
| 4       | 13 maggio 2006                               | 5 522 000      | 25,82% | [ 8 ]  |
| 5       | 20 maggio 2006                               | 5 093 000      | 25,14% | [ 9 ]  |
| 6       | 27 maggio 2006                               | 4 927 000      | 29,36% | [ 10 ] |
| Media   | Media                                        | 5 567 000      | 26,76% |        |
| 7       | 3 giugno 2006 Racconti di Notti sul ghiaccio | 3 555 000      | 17,55% | [ 11 ] |

### Seconda edizione
Conduttrice: Milly Carlucci - Inizio trasmissione: 17 febbraio 2007 - Fine trasmissione: 14 aprile 2007 - Coppie in gara: 12 - Coppia vincitrice: Ludovico Fremont e Silvia Fontana.

#### Classifica
1. Ludovico Fremont - Silvia Fontana (62%)
2. Timothy Snell - Veronika Kočí (38%)
3. Isolde Kostner - Lorenzo Magri
4. Giulia Elettra Gorietti - Federico Uslenghi
5. Eleonora Pedron - Federico Finazzi
6. Brando Giorgi - Marta Grimaldi
7. Daniel McVicar - Virginia De Agostini
8. Adriana Volpe - Igor di Gregorio
9. Federica Ridolfi - Andrea Vaturi
10. Patrizio Oliva - Vanessa Giunchi
11. Tosca D'Aquino - Fabrizio Pedrazzini
12. Daniele Interrante - Elisabetta Besozzi

#### Giuria
- Giuria artistica: Fabio Canino, Alba Parietti
- Giuria tecnica: Evelina Christillin, Alessandro De Leonardis

#### Ascolti
| Puntata | Messa in onda    | Telespettatori | share  | Fonte  |
| ------- | ---------------- | -------------- | ------ | ------ |
| 1       | 17 febbraio 2007 | 4 405 000      | 23,92% | [ 12 ] |
| 2       | 24 febbraio 2007 | 4 458 000      | 23,74% | [ 13 ] |
| 3       | 10 marzo 2007    | 3 774 000      | 20,03% | [ 14 ] |
| 4       | 17 marzo 2007    | 4 001 000      | 22,82% | [ 15 ] |
| 5       | 24 marzo 2007    | 3 977 000      | 22,70% | [ 16 ] |
| 6       | 31 marzo 2007    | 3 996 000      | 22,00% | [ 17 ] |
| 7       | 7 aprile 2007    | 3 451 000      | 21,27% | [ 18 ] |
| 8       | 14 aprile 2007   | 4 361 000      | 25,05% | [ 19 ] |
| Media   | Media            | 4 053 000      | 22,69% |        |

### Terza edizione
Conduttrice: Milly Carlucci - Inizio trasmissione: 21 febbraio 2015 - Fine trasmissione: 21 marzo 2015 - Coppie in gara: 11 - Coppia vincitrice: Giorgio Rocca e Eve Bentley

#### Concorrenti
1. Giorgio Rocca - Eve Bentley
2. Emanuele Filiberto di Savoia - Jennifer Wester
3. Clara Alonso - Marco Garavaglia
4. Stefano Sala - Serena Angeli
5. Chiara Mastalli - Federico Uslenghi
6. Barbara De Rossi - Simone Vaturi
7. Giorgio Borghetti - Federica Constantini
8. Valeria Marini - Federico Degli Esposti
9. Giulio Base - Alice Velati
10. Manuela Di Centa - Andrea Vaturi
11. Niccolò Centioni - Claudia Iacono

#### Giuria
- Marco Liorni
- Selvaggia Lucarelli
- Enzo Miccio
- Gabriella Pession
- Simona Ventura

## Audience
| Edizione | Anno | Rete televisiva | Stagione          | Programmazione | Programmazione | Programmazione | Programmazione | Programmazione | Programmazione | Programmazione | Telespettatori | Share  | Premiere       | Premiere | Finale         | Finale |
| Edizione | Anno | Rete televisiva | Stagione          | L              | M              | M              | G              | V              | S              | D              | Telespettatori | Share  | Telespettatori | Share    | Telespettatori | Share  |
| -------- | ---- | --------------- | ----------------- | -------------- | -------------- | -------------- | -------------- | -------------- | -------------- | -------------- | -------------- | ------ | -------------- | -------- | -------------- | ------ |
| 1ª       | 2006 | Rai 1           | primavera         |                |                |                |                |                |                |                | 5 567 000      | 26,76% | 6 158 000      | 30,04%   | 4 927 000      | 29,36% |
| 2ª       | 2007 | Rai 1           | inverno-primavera | 4 053 000      | 22,69%         | 4 458 000      | 23,74%         | 4 361 000      | 25,05%         |                |                |        |                |          |                |        |
| 3ª       | 2015 | Rai 1           | inverno-primavera | 2 939 000      | 14,07%         | 3 300 000      | 15,08%         | 2 784 000      | 14,00%         |                |                |        |                |          |                |        |